# Tanino Liberatore
Tanino Liberatore (Quadri, Itália, 12 de abril de 1953) é um desenhista italiano. Começou sua carreira em 1978 na revista Cannibale, onde desenhava tiras. Também colaborou com a revista Frigidaire, onde publicou o personagem RanXerox (com os roteiros de Stefano Tamburini). Ganhou o Prêmio César de cinema pelo figurino do filme Asterix e Obelix - Missão Cleópatra.

## Publicações em italiano
- Ranxerox, 1981, Primo Carnera Editore, (coleção de histórias publicadas em Frigidaire)
- Ranxerox 2, 1983, Primo Carnera Editore, (coleção de histórias publicadas em Frigidaire)
- Ranxerox - edizione integrale, 1987, Primo Carnera Editore, (coleção de histórias publicadas em Frigidaire)
- Tenere violenze, 1988, Primo Carnera Editore, (coleção de histórias e ilustrações publicadas em Frigidaire)
- Ranxerox 3, 1997
- Ranx. Ediz. integrale, 2012, Comicon (antologia contendo todas as histórias de 1978 a 1997)
- Femmine, 2013, Comicon
- I fiori del male di Charles Baudelaire. Ediz. illustrata, 2017, Comicon
- Lucy. La speranza, 2017, Comicon
- Ranx (re) incarnazioni, 2018, Comicon

## Publicações em inglês

### Quadrinhos
- RanXerox: Ranx in New York
- RanXerox: Happy Birthday Lubna
- RanXerox: Amen!
- Liberatore: Video Clips

- Savage Sword of Conan #97 [cover] (1974)
- Twisted Tales #7 (1982)
- Hustler Magazine: Honey Hooker comic (1984)
- Heavy Metal: Sax Blues + Cover [4] (1985)
- Heavy Metal: Cover (March 1985)
- Batman: Black and White #3 (1996)
- Heavy Metal: The Full Monty (Fall 1999)
- Heavy Metal: Urban Legend (Fall 2000)
- Heavy Metal: Angel Dust (May 2001)
- Lucy L'Espoir (2007) História da espécie humanoide pré-histórica Australopithecus afarensis encontrada por Yves Coppens e batizada de Lucy.

### Livros de arte
- Portrait De La Bete En Rock Star (Prefácio de Frank Zappa, com façanhas fictícias escritas por Geof Darrow)
- The Universe of Liberatore
- Women of Liberatore
- Liberatore B&W
- Liberatore: Da Quadri a Parigi
- Liberatore: Penombre - portfolio

## Filmes
- 24 Hours in the Life of a Woman (2002) Production Designer
- Asterix and Obelix Meet Cleopatra (2002) Costume Designer
- RRRrrrr!!! (2004) Art Department

## Capas de álbuns
- Ivan Graziani – Agnese dolce Agnese (1978)
- Frank Zappa – The Man from Utopia (1983)
- Sal's African Rockers – Abel Lima (1984)
- The Toasters – Beat up (1984)
- Marsico – Funk Sumatra (1985)
- Szajner – Indecent Delit (1986)
- Gold – Laissez-Nous Chanter (1986)
- Destroy Man & JhonyGo – Egoiste (1987)
- Bijou – Lola (1988)
- Dick Rivers – Linda Lu Baker (1989)
- The Bloody Beetroots – Romborama (2009)
- The Bloody Beetroots – Hide (2013)
- La Femme – Mystère (2016)